# Szupercella (film, 2013)
A Szupercella (eredeti cím: Escape Plan / korábbi címén Exit Plan, illetve The Tomb) 2013-ban bemutatott amerikai akció-thriller, melyet Mikael Håfström rendezett, a forgatókönyvet Miles Chapman és Jason Keller írta. A főbb szerepekben Sylvester Stallone, Arnold Schwarzenegger és James Caviezel látható.
A történet főszereplője egy mérnök, Ray Breslin (Sylvester Stallone), aki elítéltnek adva ki magát börtönök biztonságának tesztelésével foglalkozik. Legutóbbi megbízása értelmében egy szupertitkos börtönből kell megszöknie, de egy árulás miatt Breslin ténylegesen fogollyá válik. A börtönből való szökéshez Breslin hamarosan segítőtársat talál, Emil Rottmayer (Arnold Schwarzenegger) személyében.
Világpremierje 2013. október 9-én volt a Fülöp-szigeteken. Az Amerikai Egyesült Államokban október 18-án, míg Magyarországon október 24-én került mozikba a film.

## Cselekmény
Ray Breslin visszavonult ügyész, jelenleg társtulajdonosa a Breslin-Clark nevű Los Angeles-i cégnek, mely börtönök biztonságának tesztelésére szakosodott. Breslin szakmájából kifolyólag azzal foglalkozik, hogy bekerül ezekbe a börtönökbe, majd azok szerkezeti felépítésének, illetve az őrök szokásainak megfigyelésével, és a felfedezett hiányosságok kihasználásával feltűnés nélkül megszökik. Célja annak biztosítása, hogy a börtönökbe bekerülő bűnözők ott is maradjanak. Egy nap üzleti partnerével, Lester Clarkkal együtt egy ötmillió dolláros megbízást kap egy CIA-ügynöktől, Jessica Millertől, melynek fejében Breslinnek egy maximális biztonságú börtönt kell tesztelnie. Breslin elfogadja az ajánlatot, és egy Portos nevű spanyol terrorista identitását felvéve elraboltatja magát New Orleansból, ám a terv kudarcba fullad: elrablói eltávolítják Breslin testéből a korábban elhelyezett jeladó chipet és bedrogozzák a férfit.
Breslin egy üvegcellákkal teli komplexumban tér magához. Találkozik a szintén elítélt Emil Rottmayerrel, akivel megrendeznek egy verekedést, hogy magánzárkába kerülhessenek. A zárkában – melyet nagy teljesítményű lámpákkal világítanak meg, hogy a rabokat összezavarják és dehidratálják – Breslin felfedezi, hogy a padló alumíniumból készült, de a rögzítő szegecsek acélból vannak. Rottmayer szerez egy fémlapot a börtönigazgató, Willard Hobbes irodájából, mielőtt egy arab elítélttel, Javeddel együtt mindhárman ismét magánzárkába kerülnének. A fémlappal Breslin felforrósítja a szegecseket, majd sikerül eltávolítania őket, ezzel felfedve egy átjárót a zárka alatt. A felszínre jutva felfedezi, hogy a börtön valójában egy teherhajó belsejében található, a nyílt óceánon, így az egyszerű szökés terve megvalósíthatatlannak bizonyul. Breslin és Rottmayer tanulmányozni kezdi az őrök napi rutinját, miközben Breslin látszólag elárulja Rottmayert és információkat ad át a börtönigazgatónak Rottmayer főnökéről, Victor Mannheimről. Mindeközben Breslin munkatársai, Abigail Ross és Hush gyanakodni kezdenek, amikor Breslin aktuális munkájáért kapott fizetési csekkjét visszatartja a bank. Titkos dokumentumokat feltörve rájönnek, hogy a Sírkő fedőnevű börtön magánkézben van és Clark, Breslin üzlettársa 5 millió dolláros éves fizetési ajánlatot kapott cserébe azért, hogy Breslin a rácsok mögött maradjon.
A börtönben Hobbes elárulja Breslinnek, hogy tisztában van a férfi valódi személyazonosságával, és a börtön biztonsági főnöke, Drake segítségével biztosítani akarja, hogy Breslin örökre a börtön foglya maradjon. Rottmayer tervét követve a muzulmán Javed meggyőzi Hobbest, hogy éjszaka felengedjék a fedélzetre imádkozni (cserébe bizonyos információkért), azonban ima helyett Javed egy Breslin által készített szextánssal beméri a hajó földrajzi szélességét. Korábbi megfigyelések, illetve Javed mérési eredményei alapján Breslin és Rottmayer kikövetkezteti, hogy a hajó valahol az Atlanti-óceánon tartózkodik, Marokkó partjainál. Breslin felkeresi a börtön orvosát, Dr. Kyrie-t és az orvosi lelkiismeretére hatva meggyőzi őt, hogy segítsen neki és küldjön el egy üzenetet Mannheimnek. Egy hamis morze-üzenetben, melyet Hobbes és emberei megfejtenek, Breslin lázadást tervez a C-blokkban, azonban valójában az A-blokkban robbantanak ki lázadást, így időt nyernek az őrökkel szemben. Breslin menekülés közben megöli Drake-et, azonban Javed is halálos lövést kap. A gépházban Breslin leállítja az épület energiarendszerét, ezzel 5 másodpercnyi időt nyer Rottmayernek, hogy a fedélzetre jusson. Itt Mannheim emberei már helikopterrel várják őt, akik tűzharcba keverednek a börtön őreivel. Breslin a börtön automatikus ürítésű csatornarendszerével a felszínre jut, de amikor a helikopter egy hágcsóval felveszi őt, Hobbes lőni kezd rá. Breslin a börtönigazgató mellett álló olajoshordókat szétlőve robbanást idéz elő és megöli Hobbest.
A Marokkó partjain való landolás után Rottmayer felfedi, hogy valójában ő Victor Mannheim, a CIA-ügynök Miller a lánya, a Portos név pedig egy kód volt, mely figyelmeztette Mannheimet, hogy Breslin a szövetségese. A marokkói reptéren Breslin megtudja, hogy az áruló Clark elmenekült, de Hush Miami-ban elfogta, majd egy teherhajó rakománya közé zárta őt.

## Szereplők
| Szerep                           | Színész                  | Magyar hang         |
| -------------------------------- | ------------------------ | ------------------- |
| Ray Breslin / Anthony Portos     | Sylvester Stallone       | Gáti Oszkár         |
| Emil Rottmayer / Victor Mannheim | Arnold Schwarzenegger    | Reviczky Gábor      |
| Hush                             | Curtis '50 Cent' Jackson | Barabás Kiss Zoltán |
| Willard Hobbes                   | James Caviezel           | Kárpáti Levente     |
| Drake                            | Vinnie Jones             | Sarádi Zsolt        |
| Dr. Kyrie                        | Sam Neill                | Mihályi Győző       |
| Javed                            | Faran Tahir              | Haás Vander Péter   |
| Lester Clark                     | Vincent D’Onofrio        | Berzsenyi Zoltán    |
| Abigail Ross                     | Amy Ryan                 | Ruttkay Laura       |
| Jessica Miller                   | Caitríona Balfe          | Kovács Patrícia     |
| Brims börtönigazgató             | Graham Beckel            | Áron László         |
| Roag                             | Matt Gerald              | Zöld Csaba          |
| Babcock                          | Christian Stokes         | Garamszegi Gábor    |
| Newal Beradah százados           | David Joseph Martinez    | Koncz István        |
| Kopasz rab                       | Brian Oerly              | Mikula Sándor       |

## Megjelenése
Az Amerikai Egyesült Államokban 2013. február 4-én jelent meg, Magyarországon február 26-án a ProVideo forgalmazásában.